# Zé Roberto
»Zé Roberto« (s pravim imenom Jose Roberto da Silva Junior), brazilski nogometaš, * 6. julij 1974, Ipiranga, Brazilija.